# Ortler
De Ortler (Italiaans: Ortles) is een 3905 meter hoge berg in het Noord-Italiaanse Zuid-Tirol, op een steenworpafstand van de regio Lombardije. Het is de hoogste top van het gelijknamige bergmassief. Tot de overgang van Zuid-Tirol naar Italië in 1919 was het de hoogste bergtop van Oostenrijk.
De massieve berg heeft drie markante graten, een noordelijke, zuidelijke en oostelijke of achterste graat. Aan de noordwestelijke zijde draagt de Ortler een grote ijskap, de Oberer Ortler Ferner (Vedretta Alta). Ten noorden van de berg liggen twee bergdalen: het Suldental (Valle di Solda) en het Trafoier Tal (Valle di Trafoi). In het westen en in het zuiden wordt de berg omgeven door diverse andere drieduizenders die deel uitmaken van het Ortlermassief zoals de Monte Zebrù (3735 m).
In 1804 werd de top van de berg voor het eerst beklommen door jager Josef Pichler in opdracht van aartshertog Johan van Oostenrijk. Hij begon zijn tocht in Trafoi en ging via de moeilijke, tegenwoordig niet meer begaanbare Hintere Wandeln omhoog. Een jaar later ontdekte hij de route vanuit Sulden via de Hintergrat die nog steeds veel gebruikt wordt.